# Chroma
Chroma (rusky Хрома, jakutsky Хрома) je řeka na severovýchodě Jakutské republiky v Rusku. Je dlouhá 685 km. Plocha povodí měří 19 700 km².

## Průběh toku
Vzniká soutokem řek Temteken a Němalak-Arangas, které stékají s horského hřbetu Polousnyj krjaž. Protéká po Jano-indigirské nížině. Ústí do Chromské zátoky Východosibiřského moře.

### Přítoky
Největším přítokem je zleva Urjung-Ulach.

## Vodní režim
Zdrojem vody jsou sněhové a dešťové srážky. Zamrzá na konci září a rozmrzá na konci května, přičemž promrzá až do dna.